# De Kalb (Mississippi)
De Kalb è una città (town) degli Stati Uniti d'America, capoluogo della contea di Kemper, nello Stato del Mississippi.

## Origini del nome
De Kalb è così chiamata in onore del maggiore generale Johann de Kalb (1721–1780) che prestò servizio come ufficiale nell'esercito continentale durante guerra d'indipendenza americana, morto a seguito delle ferite riportate combattendo nella battaglia di Camden.